# A Guerra em Directo
A Guerra em Directo é um livro-reportagem do jornalista português Carlos Fino sobre os acontecimentos que assistiu enquanto correspondente de guerra da RTP, no início do século XXI. Os palcos de guerra abordados são:
- Afeganistão, durante a invasão por parte dos Estados Unidos, em 2001;[2]
- Israel e Palestina, em 2002, após o cerco da Basílica da Natividade, em Belém e o Massacre de Jenin;[2]
- Iraque, no âmbito da invasão por parte dos Estados Unidos, em 2003, onde foi o primeiro jornalista a nível mundial a anunciar o início das hostilidades.[2][5]

O livro, que foi "best-seller" em Portugal, foi lançado no Brasil sob o título "A Guerra ao Vivo".